# Elisabeth Feldbusch
Elisabeth Feldbusch (* 17. Oktober 1946 in Kassel; † 7. April 2020 ebenda) war eine deutsche Linguistin und Germanistin. Sie war Hochschullehrerin an der Universität Paderborn. Ihr wissenschaftliches Arbeitsgebiet umfasste Sprachgeschichte, Geschichte der Sprachwissenschaft, Sprachtheorie, Sprachphilosophie, Semiotik, Soziolinguistik und Dialektologie.

## Leben
Feldbusch studierte nach dem Abitur 1966 in Kassel an der Universität Marburg Germanistik, Politikwissenschaften und Philosophie. 1971 schloss sie das Studium mit dem ersten Staatsexamen ab und wurde 1976 bei Ludwig Erich Schmitt zum Dr. phil. promoviert. An der Universität Paderborn habilitierte sie sich 1984. Im folgenden Jahr wurde sie an der Universität Paderborn Professorin auf Zeit, 1988 wurde sie dort Professorin für Germanistik, Sprachgeschichte.

## Veröffentlichungen (Auswahl)
- Sprachförderung im Vorschulalter. Elwert, Marburg 1976, ISBN 978-3-487-14046-9.
- Geschriebene Sprache. Untersuchungen zu ihrer Herausbildung und Grundlegung ihrer Theorie.  de Gruyter, Berlin 1985, ISBN 3-11-010219-6.
- Informationsverarbeitung und Informationsaustausch auf der Basis aktueller interdisziplinärer Forschungsdiskussionen mit dem Zielgesichtspunkt der Spezifik menschlicher Kommunikation und Sprache. Paderborn 2010, urn:nbn:de:hbz:466:2-7343